# David Lebón (álbum)
David Lebón es el primer álbum del multiinstrumentista, cantante y compositor homónimo, lanzado en 1973 por Talent Microfón.
El disco incluye algunos de los más conocidos temas de su carrera, como "Dos edificios dorados", "Hombre de mala sangre" o "Casas de arañas". Contó con la participación de músicos como Pappo, Alejandro Medina, Charly García, Claudio Gabis, Black Amaya y Walter Malosetti, este último en el tema "Copado por el diablo", entre otros. 
En el año 2007, la revista Rolling Stone de Argentina lo ubicó en el 34º lugar de su lista de los 100 mejores álbumes del rock argentino.

## Historia
Luego de participar en varios proyectos de otros artistas y bandas, como Pappo's blues, Pescado Rabioso, Billy Bond y La Pesada del Rock and Roll o Color Humano, llega para Lebón el momento de encarar su carrera solista. Como pago por sus sesiones con La Pesada, Jorge Álvarez y Billy Bond le ofrecen grabar su propio disco. Para ello cuenta, como buena parte de los artistas de rock argentino de esa época, con músicos de La Pesada.
El disco fue lanzado por Talent, división del sello Microfón, y presentado en un recital en el Teatro Ópera de Buenos Aires en septiembre de 1973.
La primera edición en CD -de Microfón- data de 1992, Sony Music Argentina lo volvió a reeditar varias veces.

## Composición y grabación
La composición y grabación de casi todos los temas se hizo en una sola semana. La autoría de los temas aparece acreditada a “David Lebón y Liliana Lagardé”, aunque Lebón dijo en alguna oportunidad que su mujer solo lo ayudó un poco con las letras.[cita requerida]
La poca relación entre el nombre de los temas y las letras se debe a que SADAIC no permitía el uso de nombres que llevaran a confusión con canciones ya registradas. Según diferentes fuentes, los nombres fueron inventados por Pappo o por Charly García y Liliana Lagardé en el momento del registro.

«Yo acompañé a Liliana a registrar los nombres de los temas, que tenían otros títulos y no se lo permitieron porque varios ya estaban registrados. Le empezaron a rebotar todos los nombres. Así que me dijo: “¿Qué le pongo?” Dijimos de ponerle un título totalmente delirante, y quedó ese (se refiere a "Dos edificios dorados").»
Charly García.

## Portada
La portada muestra una foto del artista con un tono gris-azulado rodeada de un fondo negro y, debajo, en letras que simulan un cartel luminoso al estilo de las carteleras de teatro, el nombre “DAVID LEBON” (sin tilde y en letras mayúsculas). En la contraportada se encuentra una foto similar, pero con estrellas en el fondo negro, y debajo aparece el listado de temas, así como los datos de los derechos.

## Lista de temas
Todos los títulos por David Lebón y Liliana Lagardé.
Lado A
| N.º | Título                  | Duración |  |
| 1.  | «Hombre de mala sangre» | 3:00     |  |
| 2.  | «Envases de todo»       | 7:18     |  |
| 3.  | «Dos edificios dorados» | 4:57     |  |
| 4.  | «Tema para Luis»        | 3:21     |  |

Lado B
| N.º | Título                   | Duración |  |
| 5.  | «Nube cien»              | 3:35     |  |
| 6.  | «32 macetas»             | 2:07     |  |
| 7.  | «Casas de arañas»        | 3:28     |  |
| 8.  | «Copado por el Diablo»   | 6:15     |  |
| 9.  | «Te cubrirás de soledad» | 3:10     |  |

## Músicos
- David Lebón - guitarra eléctrica, guitarra acústica, guitarra española, voz, bajo, batería, piano (en "Tema para Luis")

- Walter Malosetti - solo de guitarra acústica en "Copado por el Diablo"
- Claudio Gabis - guitarra
- Charly García - piano, teclados
- Pappo - piano en "32 macetas"
- Alejandro Medina - bajo
- Black Amaya - batería
- Isa Portugheis - batería
- Claudio Martínez - batería